# Jocelyne Alloucherie
Jocelyne Alloucherie est une sculptrice québécoise née le 8 février 1947  à Québec.

## Biographie

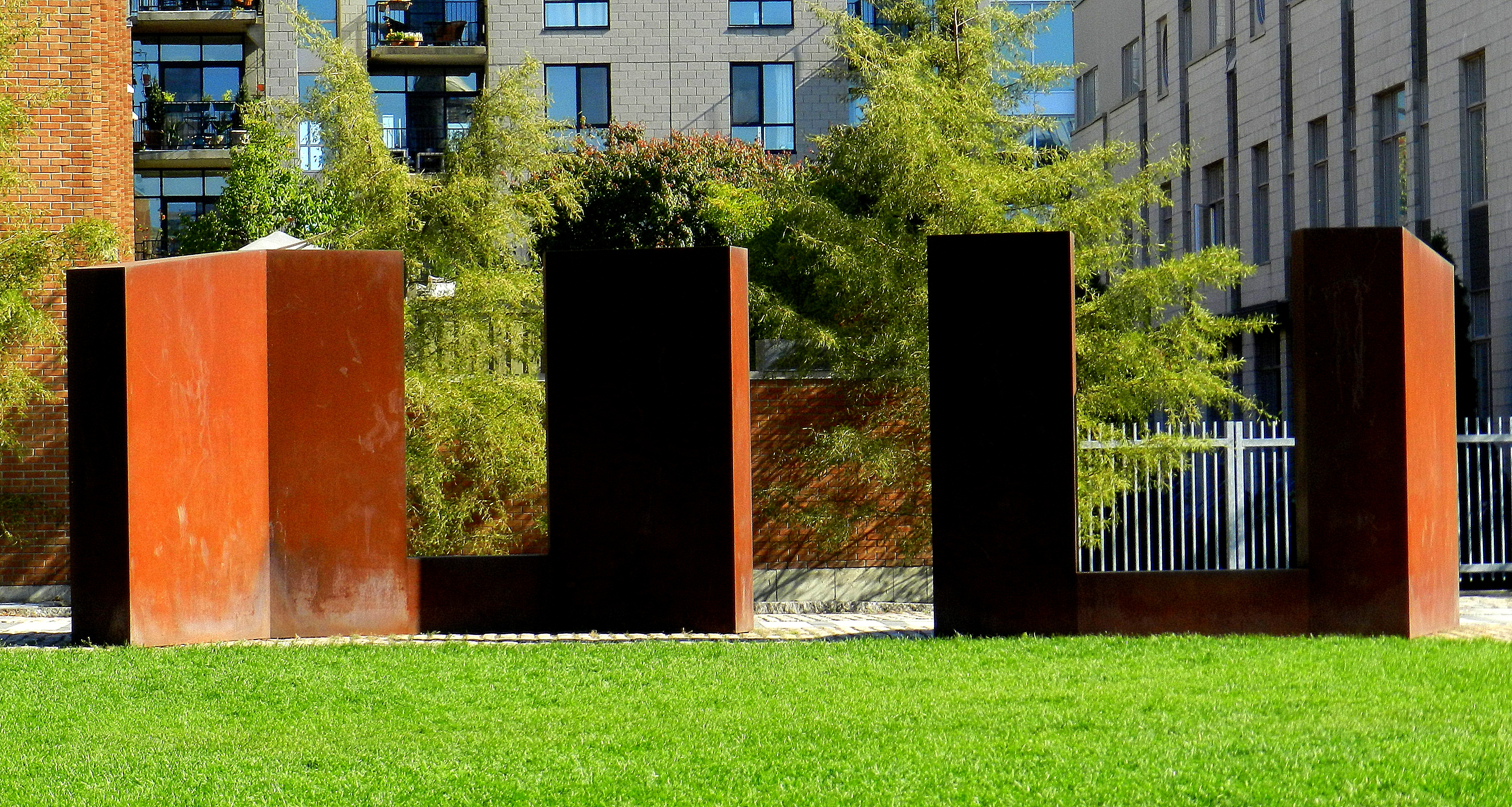
Sculpture au Square Dalhousie à Montréal

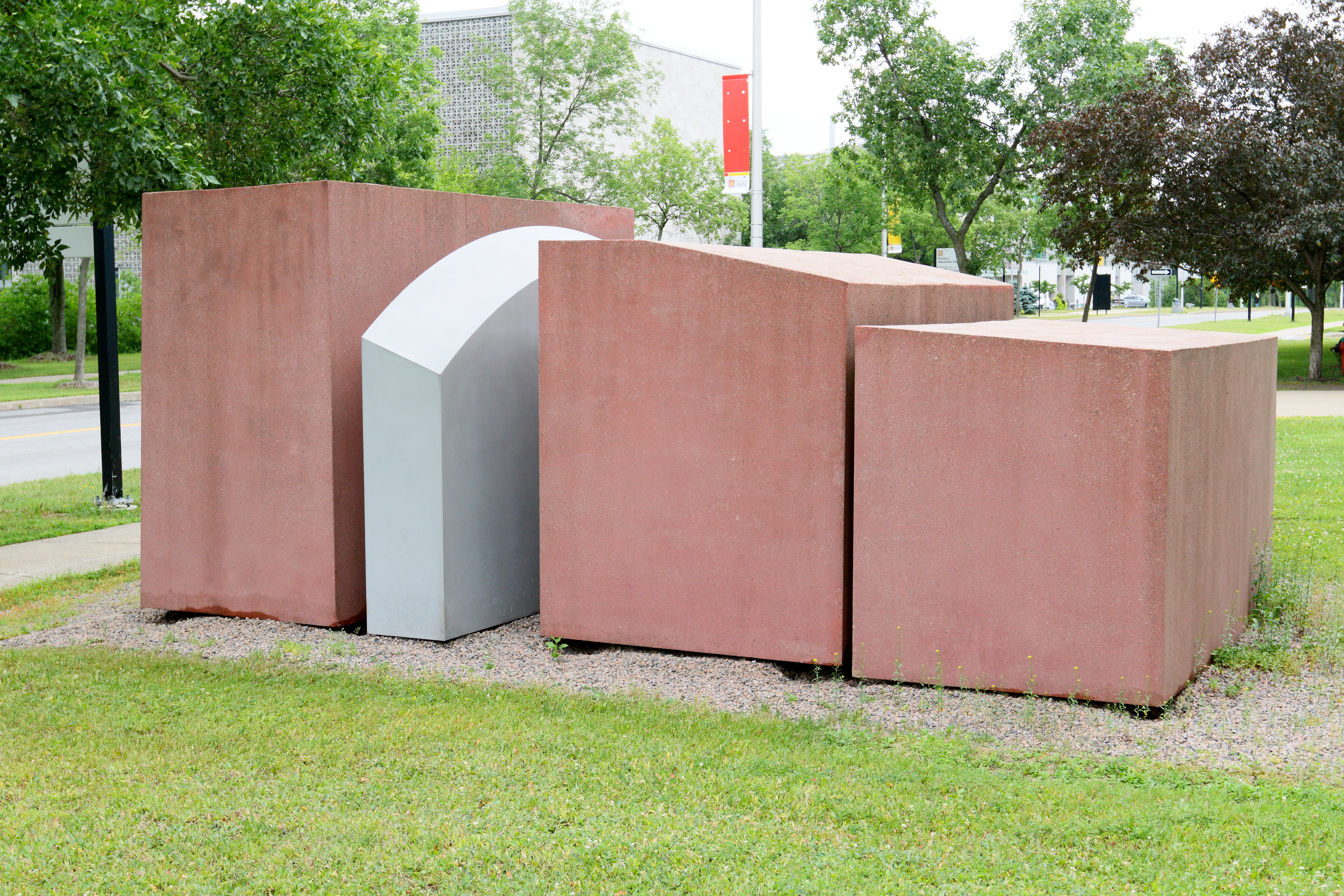
Abstraction, Université Laval

Jocelyne Alloucherie explore les relations entre la sculpture, l'architecture et la photographie à travers des installations. Son travail est exposé dans plusieurs pays. Elle a notamment fait l'objet d'une exposition solo au Grand Palais de Paris en 2008. Elle vit et travaille à Montréal.
L'artiste a étudié l'histoire de l'art, les arts visuels et la musique électroacoustique à l'Université Laval. Elle a aussi obtenu un diplôme de maîtrise en arts à l'Université Concordia en 1981.
Une œuvre d'art public réalisée par l'artiste ornera au cours des prochaines années, la station Viau du Métro de Montréal.

## Honneurs
- 1988 - Prix Lynch-Staunton
- 1997 - Prix de la Deutscher Akademischer Austauschdienst (Berlin)[1]
- 1998 - Prix Louis-Philippe-Hébert
- 2000 - Prix du Gouverneur général en arts visuels et en arts médiatiques
- 2002 - Prix Paul-Émile-Borduas
- 2006 - Prix Jean-Paul-Riopelle, Conseil des arts et des lettres du Québec
- 2008 - Ordre du Canada

## Expositions

### Sélection d'expositions individuelles
- 1980 - Jocelyne Alloucherie (Musée d'art contemporain de Montréal)
- 1986 - Jocelyne Alloucherie (Southern Alberta Gallery, Lethbridge (Alberta, Canada))
- 1989 - Jocelyne Alloucherie. Installations photographiques (Centre culturel canadien à Paris)
- 1995: Jocelyne Alloucherie : Les Tables de sable III (haute, rouge, rompue), commissaire Gilles Godmer, Musée d'art contemporain de Montréal
- 2008 - Poussière 3 (Fonderie Darling)[3]
- 2009 - Lames, Poussières, Sirènes (CRAA (Centro Ricerca Arte Attuale), Villa Giulia, Verbania, Italie)[4]
- 2010 - Climats/Climates (Carleton University Art gallery, Ottawa)[5]
- 2012 - Œuvres choisies 1997-2012 (Espace Van Gogh (Arles, France))
- 2013 - Dédale (Fonderie Darling)[6]
- 2019 - Seuils (Galerie Roger Bellemare / Galerie Christian Lambert)

## Œuvres
- 1995, Les Tables de sable III (haute, rouge, rompue), Collection du Musée d'art contemporain de Montréal[7]
- 1997, Les Occidents nos 10-11-12-13, installation, Collection Musée national des beaux-arts du Québec[8]